# Slavjanka (fiume, Oblast' di Leningrado)
Il Slavjanka (in russo Славянка?) è un affluente di sinistra della Neva. Scorre nel rajon  Gatčinskij] dell'oblast' di Leningrado e a San Pietroburgo.
Il fiume ha origine da una serie di fossati in una pianura paludosa 9 km a sud-ovest della città di Pavlovsk e scorre lungo l'altopiano baltico. La foce del fiume si trova a 27 km dalla foce della Neva. La lunghezza è di 39 km, il bacino idrografico è di 249 km².